# Buzău
Buzău – miasto na Wołoszczyźnie, w Rumunii, stolica okręgu o tej samej nazwie. Liczy 103 481 mieszkańców na powierzchni 81,3 km². Merem jest Constantin Boşcodeală z Rumuńskiej Partii Socjaldemokratycznej.

## Gospodarka
W mieście rozwinął się przemysł chemiczny, metalowy, spożywczy, włókienniczy, drzewny, materiałów budowlanych oraz petrochemiczny.

## Galeria

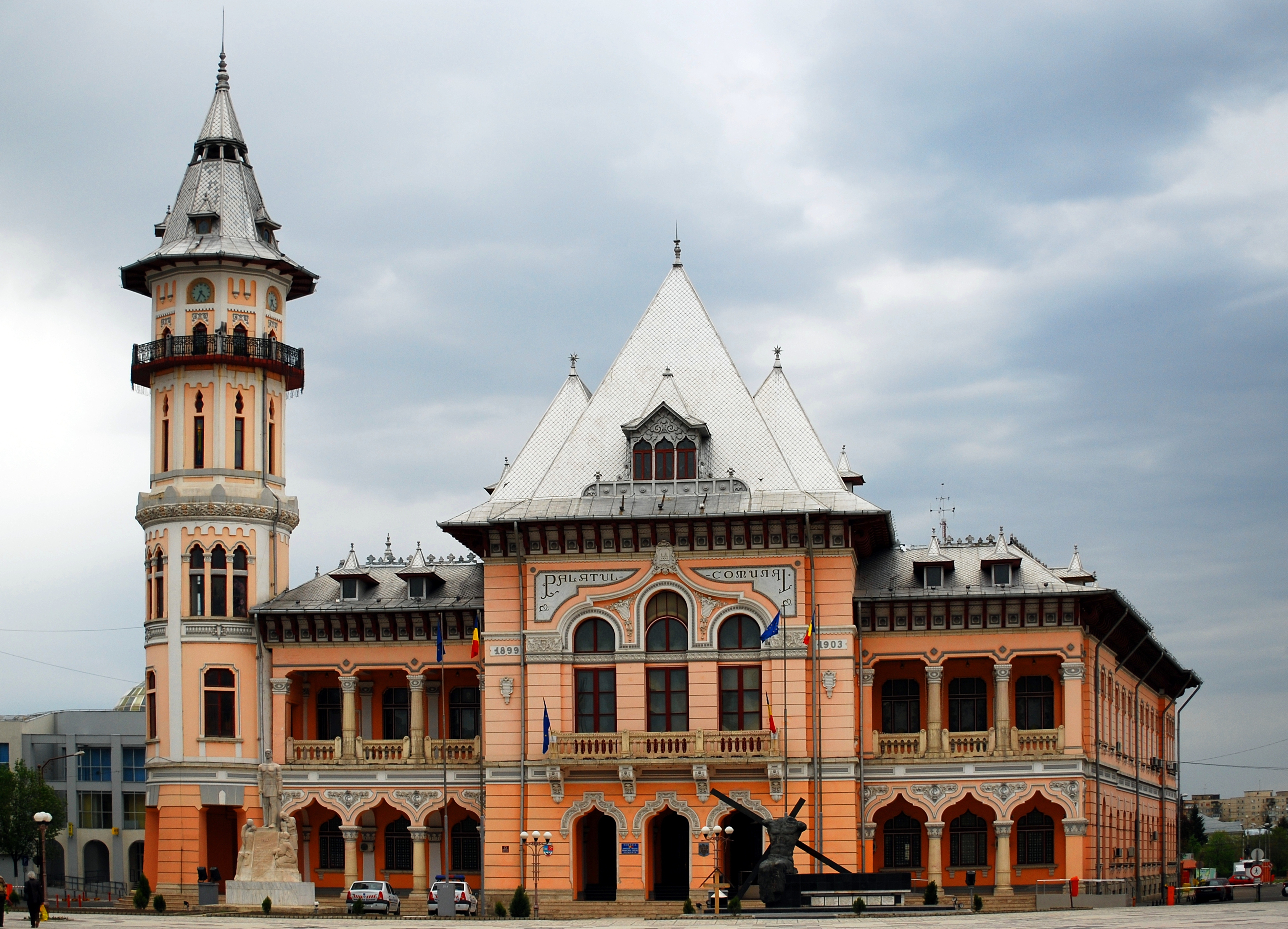
Ratusz (pałac)
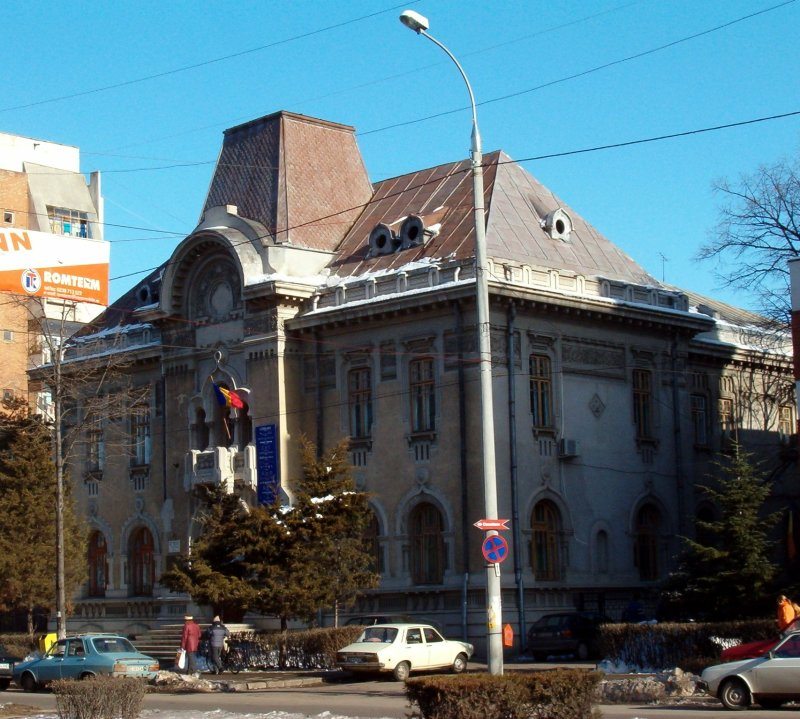
Biblioteka w Buzău
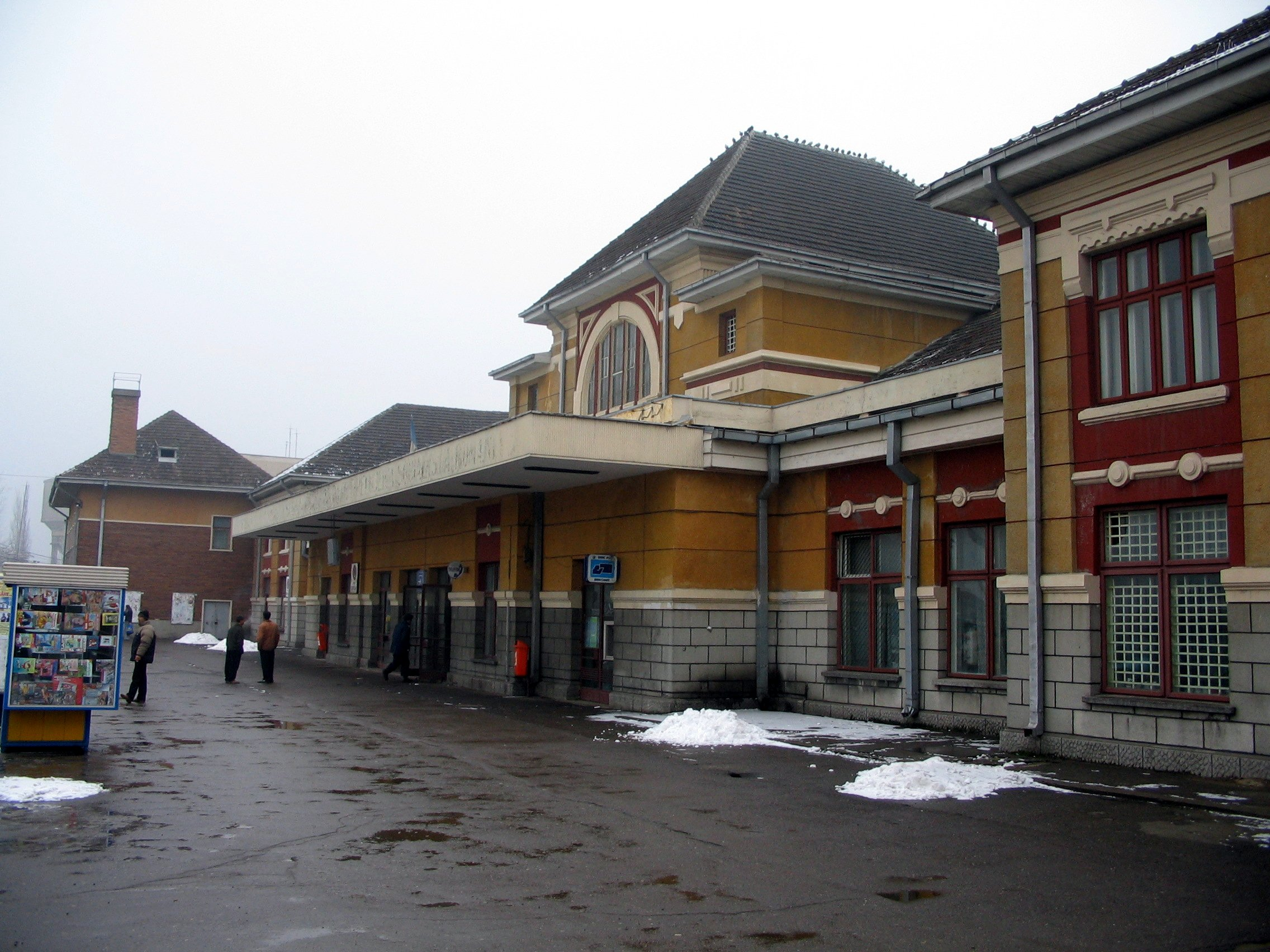
Stacja kolejowa w Buzău

## Współpraca
Miejscowości partnerskie:
- Ajos Dimitrios, Grecja
- Baoji, Chiny
- Oudenaarde, Belgia
- Soroki, Mołdawia